# Dragons Rhöndorf
El Dragons Rhöndorf es un equipo de baloncesto alemán con sede en la ciudad de Bad Honnef, que compite en la ProB, la tercera división de su país. Disputa sus partidos en el Sporthalle Menzenberg, con capacidad para 1500 espectadores.

## Historia
El club vivió sus mejores temporadas entre los años 1995 y 1999, donde jugó en la Basketball Bundesliga y llegó a las semifinales en 1999. 
Desde entonces, el club prefirió bajar voluntariamente de categoría y vendió su licencia de la Basketball Bundesliga 2 veces: Una a Skyliners Frankfurt en 1999 y otra a RheinEnergie Köln en el año 2000. 
En 2010, el equipo ganó la ProB (3.ª división), y se ganó el derecho de estar en la ProA.

## Nombres
- Rhöndorfer TV 1912: (1912-1996)
- TV Tatami Rhöndorf: (1997-1999)
- SER Rhöndorf: (1999-2002)
- 2BA Dragons Rhöndorf: (2002-2004)
- SOBA Dragons Rhöndorf: (2004-2010)
- Dragons Rhöndorf: (2010-actualidad)

## Registro por Temporadas
| Temporada | División | Liga                     | Posición | Play-offs        |
| --------- | -------- | ------------------------ | -------- | ---------------- |
| 1994-95   | 2        | 2. Basketball Bundesliga | 1.º      | Ascenso          |
| 1995-96   | 1        | Basketball Bundesliga    | 11.º     | –                |
| 1996-97   | 1        | Basketball Bundesliga    | 2.º      | Cuartos de final |
| 1997-98   | 1        | Basketball Bundesliga    | 5.º      | Cuartos de final |
| 1998-99   | 1        | Basketball Bundesliga    | 3.º      | Semifinales      |
| 1999-00   | 2        | 2. Basketball Bundesliga | 2.º      | –                |
| 2000-01   | 2        | 2. Basketball Bundesliga | 1.º      | Ascenso          |
| 2001-02   | 2        | 2. Basketball Bundesliga | 5.º      | –                |
| 2002-03   | 2        | 2. Basketball Bundesliga | 9.º      | –                |
| 2003-04   | 2        | 2. Basketball Bundesliga | 3.º      | –                |
| 2004-05   | 2        | 2. Basketball Bundesliga | 3.º      | –                |
| 2005-06   | 2        | 2. Basketball Bundesliga | 6.º      | –                |
| 2006-07   | 2        | 2. Basketball Bundesliga | 4.º      | –                |
| 2007-08   | 2        | 2. Basketball Bundesliga | 4.º      | –                |
| 2008-09   | 3        | ProB                     | 4.º      | –                |
| 2009-10   | 3        | ProB                     | 1.º      | Ascenso          |
| 2010-11   | 2        | ProA                     | 16.º     | Descenso         |
| 2011–12   | 3        | ProB                     | 5.º      | Octavos de final |
| 2012–13   | 3        | ProB                     | 1.º      | Octavos de final |
| 2013–14   | 3        | ProB                     | 6.º      | Octavos de final |
| 2014–15   | 3        | ProB                     | 3.º      | Octavos de final |
| 2015–16   | 2        | ProA                     | 16.º     | Descenso         |
| 2016–17   | 3        | ProB                     | 10.º     | –                |

## Palmarés
- Campeón de la ProB

2010
- Campeón de la 2. Basketball Bundesliga

1995, 2001

## Jugadores destacados
| - Mike Lucier - Stuart Turnbull - Kamil Novák - Will Ohuaregbe - Alexander Angerer - Valentin Blass - Bo Dahl - Thomas Deuster - Viktor Frankl-Maus - Alex Holzschneider - Peter Huber-Saffer - Tim Kasper - Moritz Kleine-Brockhoff - Florian Koch - Michael Koch - Johannes Krug - Helge Kuprella - Johannes Lange - Marco Leschek - Robin Lodders - Jürgen Maßmann - Jürgen Malbeck - Christian Mehrens - Thomas Michel - Alexander Müller - Detlef Musch - Kostja Mushidi - Martin Otto - Patrick Reusch | - Christian Schmidt - Aaron Schmitz - Tim Schönborn - Alexander Seggelke - Klemens Skibicki - Lennart Steffen - Johannes Strasser - Fabian Thülig - Christian von Fintel - David Watson - Florian Wendeler - Michael Wichterich - Gunnar Wöbke - Jonas Wohlfarth-Bottermann - Joel Zeymer - Kristaps Rekšņa - Edmunds Tukišs - Remigijus Untulis - Felix Jenn - Cedric von Duering - André Nilsson - Jim Nystrom - Malcolm Campbell - Sterling Carter - Ian Carter - Gary Collier - Antoine Davis - Matt Dlouhy - David Emslie | - Phillip Gilbert - Jordan Hamilton - Terren Harbut - William Hatcher - Daquan Holiday - Ryon Howard - Earnest Jones - Steven Key - Kris Krzyminski - Gabriel Moore - Kyle Moore - Nicholas Moore - Damion Morbley - Aaron Nelson - Mark Odsather - Kelvin Parker - Cory Remekun - Geddes Robinson - Christopher Rojik - Gordon Scott - Justin Smith - DeUndrae Spraggins - Will Trawick - Brandon Walker - Duane Washington - Sanijay Watts - Chris Woods - Peter Isler - Dominik Bahiense de Mello | - Antonio Lang - James Whyte - Jonathan Malu - Alexander Hilbig - Bastian Hilbig - Fredrik Knutsen - Babis Douloudis - Stelios Kyriakides - Gilad Hirsh - Dario Fiorentino - Tautvydas Slizauskas - Yassin Idbihi - Christopher Viardo - Artur Kolodziejski - Vadim Fedotov - Goran Kovacev - Savo Milović - Cem Dinç - Sherman Lockhart - Mike Mitchell - Alejandro Rodríguez |